# Grand Prix Hassan II 2006
Grand Prix Hassan II 2006 — тенісний турнір, що проходив на ґрунтових кортах у місті Касабланка, Марокко з 24 квітня . Належав до категорії ATP International Series.

## Фінальна частина

### Одиночний розряд
Даніеле Браччалі —  Ніколас Массу 6–1, 6–4

### Парний розряд
Юліан Ноул /  Юрген Мельцер —  Міхаель Кольманн /  Александер Васке 6–3, 6–4